# Leptoctenopsis olivacea
Leptoctenopsis olivacea là một loài bướm đêm trong họ Geometridae.